# Sébastien Clesse
Pour les articles homonymes, voir Clesse.
 (juin 2025).
La mise en forme du texte ne suit pas les recommandations de Wikipédia : il faut le « wikifier ».
Les points d'amélioration suivants sont les cas les plus fréquents :
- Les titres sont pré-formatés par le logiciel. Ils ne sont ni en capitales, ni en gras.
- Le texte ne doit pas être écrit en capitales (les noms de famille non plus), ni en gras, ni en italique, ni en « petit »…
- Le gras n'est utilisé que pour surligner le titre de l'article dans l'introduction, une seule fois.
- L'italique est rarement utilisé : mots en langue étrangère, titres d'œuvres, noms de bateaux, etc.
- Les citations ne sont pas en italique mais en corps de texte normal. Elles sont entourées par des guillemets français : « et ».
- Les listes à puces sont à éviter, des paragraphes rédigés étant largement préférés. Les tableaux sont à réserver à la présentation de données structurées (résultats, etc.).
- Les appels de note de bas de page (petits chiffres en exposant, introduits par l'outil «  Source ») sont à placer entre la fin de phrase et le point final[comme ça].
- Les liens internes (vers d'autres articles de Wikipédia) sont à choisir avec parcimonie. Créez des liens vers des articles approfondissant le sujet. Les termes génériques sans rapport avec le sujet sont à éviter, ainsi que les répétitions de liens vers un même terme.
- Les liens externes sont à placer uniquement dans une section « Liens externes », à la fin de l'article. Ces liens sont à choisir avec parcimonie suivant les règles définies. Si un lien sert de source à l'article, son insertion dans le texte est à faire par les notes de bas de page.
- La présentation des références doit suivre les conventions bibliographiques. Il est recommandé d'utiliser les modèles {{Ouvrage}}, {{Chapitre}}, {{Article}}, {{Lien web}} et/ou {{Bibliographie}}. Le mode d'édition visuel peut mettre en forme automatiquement les références.
- Insérer une infobox (cadre d'informations à droite) n'est pas obligatoire pour parachever la mise en page.

Pour une aide détaillée, merci de consulter Aide:Wikification.
Si vous pensez que ces points ont été résolus, vous pouvez retirer ce bandeau et améliorer la mise en forme d'un autre article.
 (mai 2025).
Sébastien Clesse est un physicien théoricien belge spécialisé en cosmologie, en trous noirs primordiaux et en ondes gravitationnelles. Il est chargé de cours au Service de Physique Théorique de l'ULB depuis octobre 2017. En 2016, avec Juan García-Bellido, il a relancé un intérêt mondial pour les trous noirs primordiaux comme candidats à la matière noire de l’Univers et comme sources possibles des ondes gravitationnelles détectées depuis 2015,.

## Engagement et médiation scientifique
Outre ses travaux de recherche, Sébastien Clesse est très actif dans la diffusion des connaissances :
- Finaliste belge du concours FameLab Belgium 2015 pour sa conférence « From the Beach Ball to the Big-Bang »[7] ;
- Conférence et ateliers dans les écoles via ESERO Belgique, sur les carrières spatiales et les ondes gravitationnelles[8] ;
- Participation au Printemps des Sciences, aux Samedis de la Physique et à la Nuit des étoiles, animant des activités pour plus de 600 participants[1] ;
- Contribution à des articles de vulgarisation, notamment dans DailyScience.be[9] et Scientific American[10].

## Formation
- 2002-2004 : Licence en physique, Université de Namur (Distinction)[1]
- 2004-2006 : Master en physique, Université de Namur (Grande distinction)[1]
- janvier-juin 2006 : Séjour Erasmus, Centre de Physique Théorique, Université de la Méditerranée (Luminy)[1]
- 2006-2007 : Diplôme d'Études Approfondies (DEA) en physique théorique et mathématique, Université catholique de Louvain[1]
- 2007-2011 : Doctorat (FRIA) en physique, ULB & CP3 (UCL) – Thèse : « Hybrid Inflation : Multi-field dynamics and Cosmological Constraints »[1]

## Carrière académique
- 2011-2012 : Post-doctorant Wiener-Anspach Fellow, DAMTP (University of Cambridge)[1]
- 2012-2013 : Post-doctorant Alexander von Humboldt Fellow, RWTH Aachen University[1]
- 2013-2015 : Post-doctorant BELSPO, NaXys & CP3 (Université de Namur)[1]
- 2015-2017 : Post-doctorant, Institut de Physique Théorique et Cosmologie (TTK), RWTH Aachen University[1]
- 2017-2018 : Chargé de recherche FNRS, CURL (UCLouvain) & NaXys (Université de Namur)[1]
- Depuis octobre 2017 : Chargé de cours, Service de Physique Théorique, Université libre de Bruxelles[1]

## Axes de recherche
Ses travaux portent sur :
- les modèles d'inflation cosmique, en particulier l'inflation hybride multi-champs[3] ;
- la formation et le rôle des trous noirs primordiaux comme candidats à la matière noire[3] ;
- l'analyse de données d'ondes gravitationnelles (LIGO/Virgo/Kagra, LISA, Einstein Telescope)[3],[9]
- la gravité modifiée et ses signatures cosmologiques et astrophysiques[3] ;
- la cosmologie 21 cm pour les futurs radiotélescopes (SKA, Euclid)[3].

## Publications sélectionnées
- Clesse, S. & Garcia-Bellido, J., « Massive Primordial Black Holes from Hybrid Inflation as Dark Matter and the Seeds of Galaxies », Phys. Rev. D 92, 023524 (2015).
- Carr, B., Clesse, S., Garcia-Bellido, J., Kühnel, F., « Cosmic Conundra Explained by Thermal History and Primordial Black Holes », arXiv :1906.08217 (soumis à Nature Astronomy).
- Sprenger, T., Archidiacono, M., Brinckmann, T., Clesse, S., Lesgourgues, J., « Cosmology in the era of Euclid and the Square Kilometre Array », JCAP 04 (2018) 016.
- Di Valentino, E. et al. (CORE collaboration), « Exploring Cosmic Origins with CORE », JCAP 04 (2018) 017.

## Distinctions
- Prix Euclid Star 2019 – meilleure équipe de prévisions cosmologiques dans le consortium Euclid[2].